# Leucania cuneata
Leucania cuneata là một loài bướm đêm trong họ Noctuidae.